# Leslie, mi nombre es diabla
Leslie, mi nombre es diabla (Manson, my Name is Evil) es una película canadiense del 2009 dirigida por Reginald Harkema que por un lado es una biografía de Leslie Van Houten, una de las integrantes de la Familia Manson, y por otro hace una observación de la sociedad estadounidense en los años 60.

## Argumento
La película trata como historias paralelas la vida de Leslie Van Houten y cómo llega a vincularse al grupo de Charles Manson, y participar así en actividades criminales, y por otro la vida de uno de los jurados que participan en su juicio. Se va creando así una recreación de los sectores conservadores y religiosos de la sociedad estadounidense. La película plantea además la relación entre la actividad criminal de La Familia, y los crímenes de guerra en Vietnam como dos caras de una misma sociedad.

## Elenco
- Kirsten Hagen interpreta a Leslie Van Houten, la joven que decepcionada de la vida familiar de valores hipócritas, se inclina por participar en la secta que dirige Charles Manson, y finalmente se convierte en homicida.

- Gregory Smith interpreta a Perry, un joven de familia Partido Republicano de los Estados Unidos y ferviente cristiano que debe actuar cómo jurado en el caso de los crímenes de la Familia Manson

- Ryan Robbins interpreta a Charles Manson, músico frustrado y dirigente de la secta que se suele identificar con su nombre, condenado por diversos crímenes.

- Kristin Adams interpreta a Dorothy, la novia de Perry, también devota cristiana.

- Peter Keleghan interpreta a Walter, el padre de Perry, un cristiano republicano y fanático, que no duda en identificar la voluntad de Dios con la suya propia.